# François André Michaux
François André Michaux, född den 16 augusti 1770 i Versailles, död den 23 oktober 1855 i Vauréal vid Pontoise, var en fransk botanist. Han var son till André Michaux. Auktorsnamnet F.Michx. kan användas för François André Michaux i samband med ett vetenskapligt namn inom botaniken; se Wikipediaartiklar som länkar till auktorsnamnet.
Michaux var medicine doktor samt skogs- och åkerbruksbotanist. På regeringens uppdrag företog han långvariga studieresor i Nordamerika och utgav Voyage à l'ouest des monts Alleghany (1804) och Histoire des arbres forestiers de l'Amérique septentrionale (3 band, med 145 färglagda tavlor, 1810–1813; engelsk översättning "The North American Sylva", med 156 tavlor, 1859, 1865). Han utgav faderns stora verk Histoire des chênes de l'Amérique (med 36 tavlor, 1801) och Flora boreali-americana (2 band, 1803), båda med illustrationer av Pierre-Joseph Redouté.